# Георг Хоермут фон Шпеер
Георг Хоермут фон Шпеер (на немски: Georg Hohermuth von Speyer) е немски конкистадор.

## Биография
Роден е около 1500 година в Шпайер в Свещената Римска империя. През 1535 година пристига в Коро, Венецуела, след като е назначен за наместник в колонията на германската банкерска къща „Велзери“, след смъртта на Амброзиус Ехингер. Веднага след пристигането си организира поход във вътрешността на континента с 400 войници, 80 коня и множество индианци-носачи.
От 12 май 1535 до 27 май 1538 година извършва труден, съпроводен с големи човешки загуби поход в басейна на река Ориноко за откриване на вътрешността на страната и легендарната страна Елдорадо. Минава на североизток от днешния град Баркисимето, пресича северната част на планината Кордилера де Мерида и движейки се покрай източните склонове на Източна Кордилера открива реките Баркисимето, Кохедес, Апуре (края на февруари 1536, 1580 км), Араука (2 март 1536 година), Мета (април 1536 година) и други и през декември 1536 година достига до река Гуавяре (1300 км). Няколко пъти се изкачва в Кордилерите, в страната на племето чибчи, като търси златни находища, но не ги намира. На 13 август 1537 година поема обратно и се завръща в Коро, едва с 1/10 от хората, с които е тръгнал три години по-рано.
Започва подготовката на нова експедиция, но умира преди нейното осъществяване на 11 юни 1540 година.